# Rick Parashar
Rick Parashar (13 de diciembre de 1963 − Queen Anne, Seattle, 14 de agosto de 2014) fue un productor discográfico estadounidense, especialmente conocido por sus trabajos en los años 1990 con bandas de grunge como Pearl Jam, Alice in Chains y Blind Melon. Parashar fundó junto a su hermano, Raj, el estudio de grabación London Bridge Studio en Seattle.

## Discografía
- Temple of the Dog – Temple of the Dog (1991)
- Pearl Jam – Ten (1991)
- Alice in Chains – Sap (1992)
- Blind Melon – Blind Melon (1992)
- Pride & Glory – Pride & Glory (1994)
- Litfiba – Spirito (1994)
- New World Spirits – Fortune Cookie (1996)
- Unwritten Law – Unwritten Law (1998)
- U.P.O. – No Pleasantries (2000)
- Nickelback – Silver Side Up (2001)
- Stereomud – Perfect Self (2001)
- Anyone – Anyone (2001)
- Epidemic – Epidemic (2002)
- 3 Doors Down – Away from the Sun (2002)
- Default - The Fall Out (2001)
- Long-View – Mercury (2003)
- Melissa Etheridge – Lucky (2004)
- Alex Lloyd – Alex Lloyd (2005)
- Bon Jovi – Have a Nice Day (2005)
- Ugly – Ugly (2007)
- 10 Years – Division (2008)
- Juke Kartel - Nowhere Left to Hide (2009)